# القادسية (مدينة تاريخية)
القادسية هي مدينة تاريخية في العراق في جنوب الكوفة، المسافة بين القادسية والكوفة 27 كيلومتراً. تشتهر المدينة بكونها موقع معركة القادسية التي حدثت في 636 حيث واجهت وهزمت قوات العرب المسلمين قوات الإمبراطورية الساسانية.

## الأهمية التجارية
كانت القادسية قبيل الفتح الإسلامي قرية صغيرة في الجانب الغربي لنهرالفرات قرب قلعة عذيب ولكن مع مرور الوقت أخذ حجمها وأهميتها بالازدياد حيث غدت مركزاً مهماً في الطريق بين بغداد ومكة المكرمة.

## مدينة أخرى بنفس الاسم
في العراق قادسيتان، قادسية الكوفة، وقادسية أخرى كانت على نهر دجلة، على الطريق بين بغداد وسامراء ليست بعيد من المدينة الموجودة على الفرات حيث ذكرت كلتا المدينتين في مدونات ابن خرداذبة[بحاجة لمصدر].